# Ranpha Franboise
Ranpha Franboise (フランボワーズ, 蘭花?, Furanbowāzu Ranfa) è un personaggio immaginario della serie di manga, anime e videogiochi Galaxy Angel. Come per tutti gli altri personaggi della serie, il nome Ranpha Franboise è un riferimento ad uno specifico cibo, in questo caso al liquore francese crème de framboise. Il suo Emblem Frame è il Kung-fu Fighter.

## Il personaggio

### Nell'anime
Bionda, bellissima e vanitosa, Ranpha indossa usualmente un abito rosso cinese ed è dotata di un notevole forza fisica. Il suo hobby è predire la fortuna, ed a volte riesce anche ad indovinarla. È ossessionata dall'intenzione di trovare un uomo bello e facoltoso da sposare, benché nel corso della serie si verificheranno poche occasioni di riuscirci. Quando c'è stata l'opportunità, tuttavia Ranpha si dimostra impacciata e finisce per creare situazioni imbarazzanti e controproducenti. Anche se apparentemente è piuttosto prepotente, Ranpha è in realtà molto sensibile e fedele nei confronti delle amiche. I due fermagli che ornano i suoi capelli sono in realtà due armi.

### Nei videogiochi
In linea di massima il suo personaggio è caratterizzato nei videogiochi, allo stesso modo in cui compare nell'anime, benché sia generalmente meno ossessionata dall'idea di trovare un uomo. È molto amica di Milfeulle, con cui era inizialmente in aperta rivalità durante il corso in accademia. Orgogliosa e spesso rigida, Ranpha è molto difficile da avvicinare, benché dietro il suo aspetto duro si nasconda una persona sensibile e premurosa.

### Nel manga
Uno dei membri originali delle Brigate Angeli, Ranpha è costantemente alla ricerca del suo uomo ideale. In un primo momento, non nutre grande fiducia nei confronti di Takuto, che considera un pervertito e contro cui usa violenza ogni volta che ne ha la possibilità. In seguito, quando si renderà conto che il ragazzo si prende cura sinceramente delle ragazze, inizierà a fidarsi di lui, al punto di innamorarsene. Il suo sentimento nei confronti di Takuto si accrescerà ulteriormente quando i due inavvertitamente si scambieranno un bacio, cosa che metterà in crisi il rapporto fra Takuto e Milfeulle. Alla fine Ranpha rinuncerà ai propri sentimenti per Takuto, per favorire l'amica.

## Doppiatori
In Galaxy Express, Ranpha Franboise è doppiata in giapponese da Yukari Tamura, in inglese da Nicole Leroux, in spagnolo da Melanie Henriquez, in tagalog da Hazel Hernan mentre in portoghese da Tatiane Keplermaier.

## Apparizioni
- Galaxy Angel (2001) - Serie TV anime
- Galaxy Angel (2001) - Manga
- Galaxy Angel Z (2002) - Serie TV anime
- Galaxy Angel A (2002) - Serie TV anime
- Galaxy Angel (2002) - Videogioco
- Galaxy Angel Party (2003) - Manga
- Galaxy Angel AA (2003) - Serie TV anime
- Galaxy Angel S (2003) - Special
- Galaxy Angel: Moonlit Lovers (2002) - Videogioco
- Galaxy Angel 2nd (Beta) (2004) - Manga
- Galaxy Angel X (2004) - Serie TV anime
- Galaxy Angel: Eternal Lovers (2002) - Videogioco
- GALAXY ANGEL ~The Musical~ìì (2005) - Musical